# Pietro Arese
Pietro Arese (Turín, 8 de octubre de 1999) es un deportista italiano que compite en atletismo, especialista en las carreras de mediofondo. Ganó una medalla de bronce en el Campeonato Europeo de Atletismo de 2024, en la prueba de 1500 m.

## Palmarés internacional
| Campeonato Europeo | Campeonato Europeo | Campeonato Europeo | Campeonato Europeo |
| Año                | Lugar              | Medalla            | Prueba             |
| ------------------ | ------------------ | ------------------ | ------------------ |
| 2024               | Roma (Italia)      | Medalla de bronce  | 1500 m             |